# Union Progressite des femmes Marocaines
Union Progressite des femmes Marocaines (UPFM), var en förening för kvinnors rättigheter i Marocko, grundad 1961.
Kvinnorörelsen återupptog sin verksamhet med grundandet av Union Progressite des femmes Marocaines (UPFM) i Casablanca 1961. Dess grundande innebar att kvinnorörelsen i Marocko återuppstod, sedan dess första våg i form av Association Sœurs de Safa (Demokratiska självständighetspartiets kvinnoavdelning, 1947) och Istiqlalpartiets kvinnoavdelning, som hade kämpat för kvinnors rätt till utbildning, skilsmässa, monogami och politiska deltagande, hade upphört efter självständigheten 1956, eftersom de varit så associerade med självständighetskampen. 
UPFM uppkom ur fackföreningsrörelsen. Dess syfte var att skapa bättre yrkesmöjligheter och arbetsförhållanden för kvinnor, uppnå rättvisa, demokrati, frihet, erkännande av kvinnors rättigheter och förbättring av deras arbetsvillkor, jämställdhet, ny sociallagstiftning och avskaffande av alla former av diskriminering.
UPFM lyckades inte åstadkomma sina mål, och upphörde efter en tids aktivitet på grund av ineffektivt ledarskap och politiska strider. Den ersattes av Union Nationale des Femmes Marocaines.